# Coppa dell'Imperatrice 2011 (pallavolo)
La Coppa dell'Imperatrice 2011 Si è svolta dal 14 al 18 dicembre 2011: al torneo hanno partecipato 24 squadre di club giapponesi e la vittoria finale è andata per la seconda volta alle Toray Arrows.	

## Regolamento
La competizione prevede che vi prendano parte 24 squadre, che si affrontano in gara secca per tutto il corso del torneo, dal primo turno alla finale. I club provenienti dalla V.Premier League scendono in campo solo da secondo turno.	

## Partecipanti
| - Denso Airybees - Chukyo Daigaku - Forest Leaves Kumamoto - Fukuoka Daigaku - Hisamitsu Springs - JA Gifu Rioreina - JT Marvelous - Kanoya Taiiku Daigaku | - Kenshokai RedHearts - Kurobe AquaFairies - Furukawa Gakuen - NEC Red Rockets - Nippon Taiiku Daigaku - Okayama Seagulls - PFU BlueCats - Pioneer Red Wings | - Ryukoku Daigaku - Sanyo Redthor - Sapporo Otani - Seigo - Shimokitazawa Seitoku - Tōkai Daigaku - Toray Arrows - Toyota Queenseis |

## Torneo

### Primo turno
| 14 dicembre 2011 Tokyo Metropolitan Gymnasium, Tokyo Durata: ? - Spettatori: ? | JA Gifu Rioreina       | 1 - 3 | Nippon Taiiku Daigaku | 25-17, 23-25, 23-25, 23-25 |
| 14 dicembre 2011 Tokyo Metropolitan Gymnasium, Tokyo Durata: ? - Spettatori: ? | Kurobe AquaFairies     | 3 - 1 | Kanoya Taiiku Daigaku | 25-17, 20-25, 25-19, 25-15 |
| 14 dicembre 2011 Tokyo Metropolitan Gymnasium, Tokyo Durata: ? - Spettatori: ? | Sapporo Otani          | 0 - 3 | Tōkai Daigaku         | 15-25, 11-25, 19-25        |
| 14 dicembre 2011 Tokyo Metropolitan Gymnasium, Tokyo Durata: ? - Spettatori: ? | Forest Leaves Kumamoto | 1 - 3 | Seigo                 | 16-25, 10-25, 25-22, 13-25 |
| 14 dicembre 2011 Tokyo Metropolitan Gymnasium, Tokyo Durata: ? - Spettatori: ? | Chukyo Daigaku         | 0 - 3 | Sanyo Redthor         | 23-25, 22-25, 22-25        |
| 14 dicembre 2011 Tokyo Metropolitan Gymnasium, Tokyo Durata: ? - Spettatori: ? | Fukuoka Daigaku        | 3 - 0 | PFU BlueCats          | 25-16, 25-22, 25-19        |
| 14 dicembre 2011 Tokyo Metropolitan Gymnasium, Tokyo Durata: ? - Spettatori: ? | Shimokitazawa Seitoku  | 3 - 1 | Kenshokai RedHearts   | 21-25, 25-16, 25-21, 25-18 |
| 14 dicembre 2011 Tokyo Metropolitan Gymnasium, Tokyo Durata: ? - Spettatori: ? | Furukawa Gakuen        | 3 - 0 | Ryukoku Daigaku       | 25-16, 25-22, 25-21        |

### Secondo turno
| 15 dicembre 2011 Tokyo Metropolitan Gymnasium, Tokyo Durata: ? - Spettatori: ? | JT Marvelous      | 3 - 1 | Nippon Taiiku Daigaku | 25-23, 22-25, 25-16, 25-21        |
| 15 dicembre 2011 Tokyo Metropolitan Gymnasium, Tokyo Durata: ? - Spettatori: ? | Okayama Seagulls  | 3 - 1 | Kurobe AquaFairies    | 25-22, 23-25, 25-17, 25-13        |
| 15 dicembre 2011 Tokyo Metropolitan Gymnasium, Tokyo Durata: ? - Spettatori: ? | Toyota Queenseis  | 3 - 2 | Tokay University      | 25-19, 27-29, 26-24, 23-25, 16-14 |
| 15 dicembre 2011 Tokyo Metropolitan Gymnasium, Tokyo Durata: ? - Spettatori: ? | NEC Red Rockets   | 3 - 0 | Seigo                 | 25-11, 25-18, 26-24)              |
| 15 dicembre 2011 Tokyo Metropolitan Gymnasium, Tokyo Durata: ? - Spettatori: ? | Hisamitsu Springs | 3 - 0 | Sanyo Redthor         | 25-19, 25-18, 25-14               |
| 15 dicembre 2011 Tokyo Metropolitan Gymnasium, Tokyo Durata: ? - Spettatori: ? | Denso Airybees    | 3 - 0 | Fukuoka Daigaku       | 25-16, 25-21, 25-18               |
| 15 dicembre 2011 Tokyo Metropolitan Gymnasium, Tokyo Durata: ? - Spettatori: ? | Pioneer Red Wings | 3 - 0 | Shimokitazawa Seitoku | 25-15, 25-19, 25-19               |
| 15 dicembre 2011 Tokyo Metropolitan Gymnasium, Tokyo Durata: ? - Spettatori: ? | Toray Arrows      | 3 - 0 | Furukawa Gakuen       | 30-28, 25-17, 25-17               |

### Quarti di finale
| 16 dicembre 2011 Tokyo Metropolitan Gymnasium, Tokyo Durata: ? - Spettatori: ? | JT Marvelous      | 3 - 0 | Okayama Seagulls | 27-25, 25-18, 25-17               |
| 16 dicembre 2011 Tokyo Metropolitan Gymnasium, Tokyo Durata: ? - Spettatori: ? | Toyota Queenseis  | 3 - 0 | NEC Red Rockets  | 25-23, 25-17, 25-19               |
| 16 dicembre 2011 Tokyo Metropolitan Gymnasium, Tokyo Durata: ? - Spettatori: ? | Hisamitsu Springs | 0 - 3 | Denso Airybees   | 21-25, 23-25, 20-25               |
| 16 dicembre 2011 Tokyo Metropolitan Gymnasium, Tokyo Durata: ? - Spettatori: ? | Pioneer Red Wings | 2 - 3 | Toray Arrows     | 25-22, 17-25, 25-21, 22-25, 11-15 |

### Semifinali
| 17 dicembre 2011 Tokyo Metropolitan Gymnasium, Tokyo Durata: ? - Spettatori: ? | JT Marvelous   | 2 - 3 | Toyota Queenseis | 15-25, 24-26, 25-21, 25-22, 14-16 |
| 17 dicembre 2011 Tokyo Metropolitan Gymnasium, Tokyo Durata: ? - Spettatori: ? | Denso Airybees | 0 - 3 | Toray Arrows     | 18-25, 14-25, 23-25               |

### Finale
| 18 dicembre 2011 Tokyo Metropolitan Gymnasium, Tokyo Durata: ? - Spettatori: ? | Toyota Queenseis | 1 - 3 | Toray Arrows | 25-21, 25-27, 21-25, 23-25 |